# Szwedzkie Złote Wybrzeże
Szwedzkie Złote Wybrzeże – była kolonia Królestwa Szwecji. Istniała od 1650 do 1663 roku na terenie części Złotego Wybrzeża (obecnie Ghana). Została przejęta częściowo przez Danię (Duńskie Złote Wybrzeże) oraz Królestwo Niderlandów (Holenderskie Złote Wybrzeże).

## Tereny
Kolonia obejmowała następujące forty:
- Fort Carolusborg - lata 1650–1658 oraz 1660–1663
- Fort Apollonia - lata 1655–1657
- Fort Christiansborg - lata 1652–1658
- Fort Batenstein - lata 1650–1656
- Fort Witsen - lata 1653–1658

## Władze
- Henrik Carloff, 1650–1656
- Johan Filip von Krusenstierna, 1656–1658, 1659–1660
- Tönnies Voss, 1663